# Ла-Редорт
Ла-Редо́рт (фр. La Redorte) — коммуна во Франции, находится в регионе Лангедок — Руссильон. Департамент коммуны — Од. Входит в состав кантона Пейрьяк-Минервуа. Округ коммуны — Каркасон.
Код INSEE коммуны — 11190.

## Население
Население коммуны на 2008 год составляло 1124 человека.
| 1962 | 1968 | 1975 | 1982 | 1990 | 1999 | 2008 |
| ---- | ---- | ---- | ---- | ---- | ---- | ---- |
| 1084 | 1138 | 1073 | 1007 | 1032 | 1037 | 1124 |

## Экономика
В 2007 году среди 573 человек в трудоспособном возрасте (15—64 лет) 398 были экономически активными, 175 — неактивными (показатель активности — 69,5 %, в 1999 году было 65,6 %). Из 398 активных работали 342 человека (181 мужчина и 161 женщина), безработных было 56 (25 мужчин и 31 женщина). Среди 175 неактивных 37 человек были учениками или студентами, 85 — пенсионерами, 53 были неактивными по другим причинам.